# 长冲站
长冲站是位于云南省祥云县普棚镇大井村长冲的一个铁路车站，邮政编码672106。车站建于1999年，有广大铁路经过该站，现办理货运业务，车站及其上下行区间已电气化。车站距离广通站112公里，隶属昆明铁路局，是五等站。